# Напіеква
Пік Напіеква це пірамідальна гірська вершина вишиною в 2461 метр що розташована в Пустелі Льодовикового Піку Північних каскадів у штаті Вашингтон. Гора розташована на гребені хребта Каскадних гір, на межі округу Сногоміш та округу Шелан, між  національним лісом Маунт-Бейкер-Сноквалмі та Національним лісом Уенатчі. Найближчий сусід - гора Цирк, що знаходиться в 0,48 км на північ, а найближча вища вершина - гора Бак, що розташована у 4.62 км на схід-південний-схід. Опади що стікають зі східного схилу гопи живлять верхів'я річки Напіеква, а опади з західного схилу потрапляють у річку Суїтл. Гора була названа піонером-геодезистом, дослідником, топографом та лісовим наглядачем Каскадних Гір Альбертом Хейлом Сильвестром на честь річки. 

## Геологія

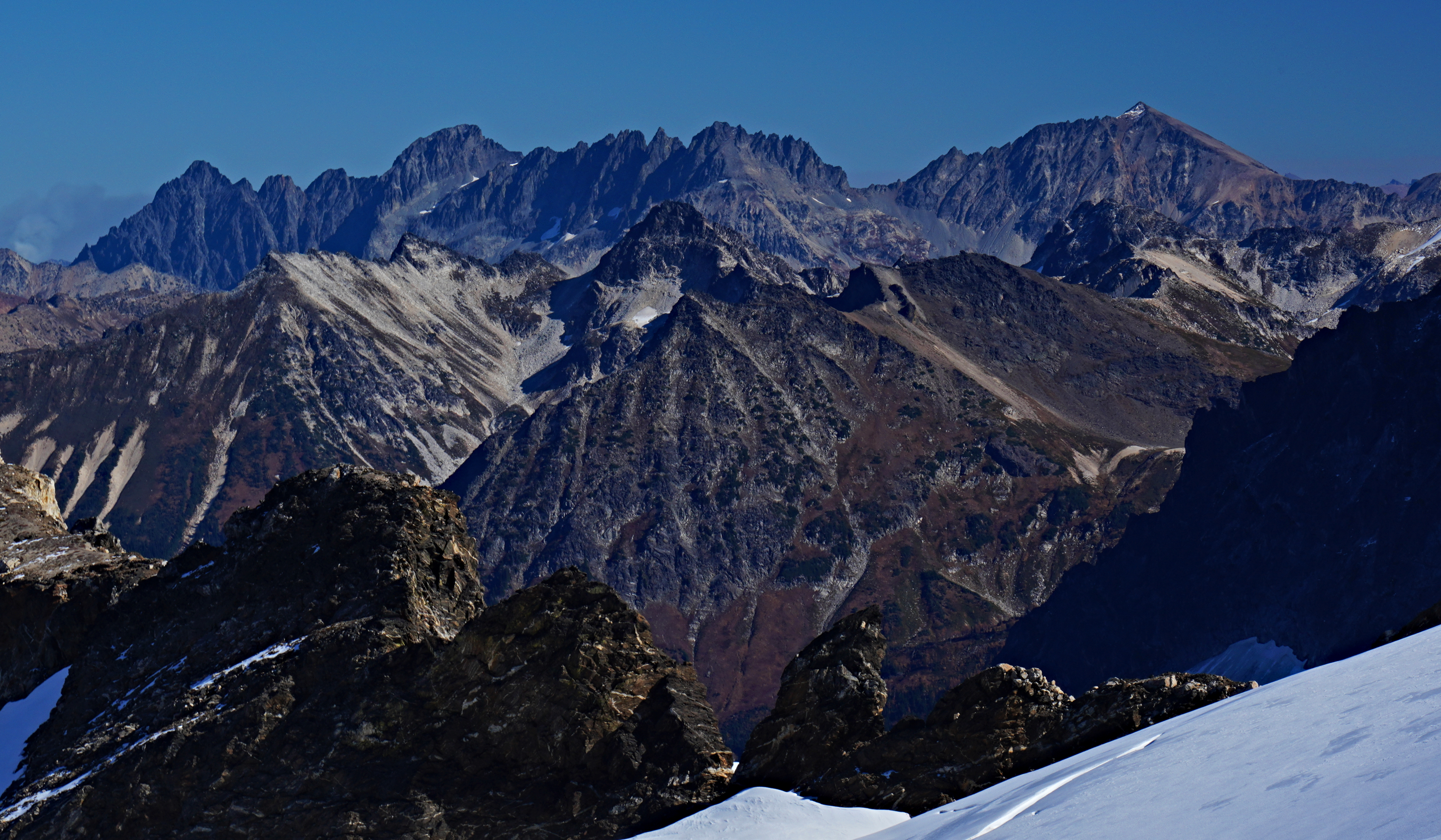
Пік Напіеква по чентру з горою Цирк ліворуч. Ззаду розташовані гори Ентіат : Мідь, Фернов, Сім пальчатий Джек і Мод

Історія становлення Каскадних гір починається мільйони років тому з пізньої еоценової епохи.
Північні каскади представлені одними з найжорсткіших рельєфів Каскадного хребта з скелястими вершинами, хребтами та глибокими льодовиковими долинами. Геологічні події, що відбулися багато років тому, створили різноманітний рельєф та різкі зміни висот над Каскадним хребтом, що призвело до суттевих кліматичних відмінностей.
Оскільки Північноамериканська плита наповзала на Тихоокеанську плиту, в Каскадних Горах зберіглося багато слідів вулканічної активності.  Крім цього у Північних каскадах зустрічаються, невеликі фрагменти океанічної та континентальної літосфери. Протягом періоду плейстоцену, тобто, – понад два мільйони років тому, заледеніння, що наступало і відступало, неодноразово очищало та формувало ландшафт. Льодовик досяг свого максимального розміру приблизно 18 тисяч років тому, тоді як 12 тисяч років тому більшість долин вже були без льоду.
Підйом і розломи в поєднанні з заледенінням були основними процесами, які сиормували високі вершини та глибокі долини району Північних Каскадів. Субдукція та тектонічна активність у цьому районі розпочалася в кінці крейдового періоду, близько 90 мільйони років тому. Велика вулканічна діяльність почала відбуватися в олігоцені близько 35 мільйонів років тому. Льодовиковий пік, стратовулкан, що становить розтащований на 10,61 км на захід від піку Напееква, почав формуватися в середині плейстоцену. Через близькість Льодовикового піку до вершини Напіеква вулканічний попіл поширений у цьому районі.

## Клімат
Пік Напіеква розташований у кліматичній зоні західного узбережжя США на заході Північної Америки. Більшість погодних фронтів бере свій початок з Тихого океану і рухається на північний схід до Каскадних гір. Коли фронти наближаються до Північних каскадів, вони створюють орографічний підйомник, – відштовхуються вгору вершинами Каскадного хребта, й скидають опади. В результаті західна сторона Північних каскадів відчуває велику кількість опадів, особливо взимку у вигляді снігопадів. У зимові місяці погода зазвичай похмура, але через високий тиск над Тихим океаном, який посилюється в літні місяці, протягом літа часто буває мало або зовсім немає хмарності. Через вплив моря сніг, як правило, мокрий і сильний, що призводить до великої лавинної небезпеки.

## Дивись також
- Геологія північно -західного регіону Тихого океану
- Географія Північних каскадів